# アンナ・ベッツ
アンナ・ベッツ（Anna Whelan Betts、1873年5月15日 - 1959年2月6日）はアメリカ合衆国の画家、イラストレーターである。20世紀初頭のアメリカの「イラストレーションの黄金時代」のイラストレーターの一人である。

## 略歴

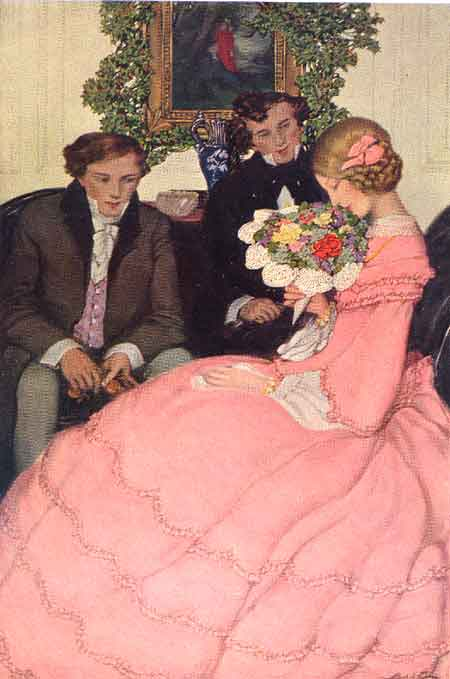
1904年の「センチュリー・マガジン」に掲載された「クリスマスの客("Christmas Callers")」という題の挿絵

ペンシルベニア州のフィラデルフィアの医師の娘に生まれた 。妹のエセル(Ethel Franklin Betts)も画家になった。フィラデルフィアのペンシルベニア美術アカデミーでロバート・ヴォノーに学び、卒業した後パリに渡り、ギュスターヴ＝クロード＝エティエンヌ・クルトワに学んだ。
アメリカに戻った後、ドレクセル協会（現在のドレクセル大学）でハワード・パイルにイラストレーションを学んだ。1999年に「コリアーズ・マガジン」に初めて作品が掲載され、1900年代の初めに、バッツはまだパイルのもとで学んでいたが「センチュリー・マガジン」や「ハーパーズ・マガジン」などの人気のある雑誌に作品が掲載された。セーラ・オーン・ジューエット(Sarah Orne Jewett) の小説「Betty Leicester's Christmas」の挿絵を描き、ナサニエル・ホーソーンの22巻の全集の挿絵画家の一人に選ばれた。
ペンシルベニア美術アカデミーの会員に選ばれ、1915年のサンフランシスコ万国博覧会での銅賞メダルを含むいくつかの賞を受賞した。
1925年頃から視力が衰え、イラストの仕事を止めることを勧められた。私立の子供の学校の監督や美術教師として1944年まで働いた。その後は妹のエセルと暮らし、フィラデルフィアで亡くなった。